# Ема Робъртс
Ема Роуз Робъртс (на английски: Emma Rose Roberts) е американска актриса и певица. След малки роли във филми като „Дрога“ (2001), тя става известна с ролята си на Ади Сингър в сериала „Кой харесва Ади Сингър“ (2004 – 2007) на Nickelodeon, за която получава седем номинации за награди. Издава дебютния си албум, който включва саундтрак песните на сериала „Кой харесва Ади Сингър и още“ през 2005 г.
След края на „Кой харесва Ади Сингър“ Робъртс участва в „Аквамарин“ (2006), „Нанси Дрю“ (2007) и „Калпазанка“ (2008). Търсейки по-зрели роли, тя се появява в „Разкошен живот“ (2009) и в още филми в различни жанрове. Заедно с леля си, Джулия Робъртс, участва и в „Свети Валентин“ (2010). Сред по-известните филми във филмографията ѝ са: трилърът „4.3.2.1“ (2010), филмът на ужасите „Писък 4“ (2011), комедията „Семейство Милър“ (2013) и други.
Робъртс участва и в телевизионни сериали като „Зловеща семейна история“ (2011 – ). В „Свърталище на вещици“ (2013 – 2014) се появява като Мадисън Монгомъри, във „Фрийк шоу“ (2014 – 2015) – като Маги Есмералда, следват „Култ“ (2017) и „Апокалипсис“ (2018), където отново се превъплъщава в любимката на феновете – Мадисън Монтгомъри. Освен това, Ема се присъединява към екипа на друг проект на продуцентите на „Зловеща семейна история“ – „Кралици на ужаса“, който започва през септември 2015 г. и завършва с втори сезон през 2017.

## Детство
Робъртс е родена в Райнбек, Ню Йорк, САЩ в семейството на актьора Ерик Робъртс и Кели Кънингам. Тя е доведена дъщеря на Елиза Робъртс и Кели Никълс и племенница на актрисите Джулия Робъртс и Лиза Робъртс Джилиан. Има и полусестра, Грейс. Често е прекарвала свободното си време на снимачните площадки на различни филми с леля си Джулия. Тези преживявания подпалват искрата и, когато е на пет, решава, че иска да стане актриса.

## Личен живот
От 2019 г. е обвързана с Гарет Хедлънд. През декември 2020 г. им се ражда син.

## Кариера

### Начало на кариерата (2001 – 2005)
Робъртс прави актьорския си дебют на едва девет-годишна възраст във филма „Дрога“ през 2001 г. Тя споделя, че това е и първият филм, за който се е явила на кастинг. Героинята ѝ, Кристина Юнг, е дъщеря на героя на Джони Деп, Джордж Юнг. През същата година участва в краткометражната лента „Голяма Любов“ и участва като статист в „Любимците на Америка“ с леля си, Джулия Робъртс.
Получава малки роли и в семейните филми „Големият шампион“ (2002) като сестрата на главния герой; и „Шпиони“ (2003) като отвлечената дъщеря на бивш таен агент. „Големият шампион“ е издаден с неособено голям успех през 2004 г., а „Шпиони“ излиза едва през 2006 г. с прожекции в Канада. През август 2003 г. Робъртс получава главна роля във филма „Дейзи Уинтърс“, но снимките на филма така и не започват поради финансови затруднения.
През 2004 г. Ема започва да се снима в „Неизвестни“ като главната героиня Ади Сингър, чиято премиера е през септември същата година. Шоуто излиза в 42 епизода и се снима в три сезона, които продължават три години с край през 2007 г. Тя се появява и в друг сериал на Nickelodeon, „Дрейк и Джош“ с второстепенна роля за един епизод. След края на „Неизвестни“, компанията предлага музикална кариера на Робъртс.

### Работа по филми (2006 – 2012)
През 2006 г. Ема получава една от главните роли в успешния филм „Аквамарин“, за който получава награда за „Най-добра поддържаща актриса“ на наградите за млади артисти през 2007 г. През 2007 г. излиза „Нанси Дрю“, друг филм, в който Робъртс получава главна роля. Критиците не възприемат добре филма, но приходите му са от над $7 милиона само през първата седмица. Очакваше се Ема да участва в продължение на „Нанси Дрю“ и „Родео момиче“, но филмите са отменени. През 2008 г. озвучава английската версия на героинята Уилма от анимацията „Полет преди Коледа“.
През 2009 г. Ема участва в „Хотел за кучета“, заедно с Джейк Т. Остин, в „Калпазанка“ като главната героиня и в „Разкошен живот“, заедно с Алек Болдуин.
През 2010 г. получава ролята на Грейс в „Свети Валентин“, в който участва и леля ѝ, Джулия Робъртс, но двете не се появяват в общи сцени. Появява се и в „Дванадесет“ и „Всъщност е забавна история“ през същата година. През 2011 г., участва в „Мемоарите на един тийнейджър-амнезиак“, „Изкуството да се скатаваш“ и четвъртата част от хорър поредицата „Писък“.
През 2012 г. Ема Робъртс се снима в „Свят за възрастни“, заедно с бившия си годеник Евън Питърс. Героинята ѝ е завършила колеж и работи в книжарница, за да си изкарва прехраната. Изпълнението ѝ е харесано от актьори и режисьори и дълго възхвалявано във филмовата индустрия.
Робъртс участва във „Вирджиния“, сниман през 2010 г., но пуснат в кината за кратко време през 2012 г. През тази година се появява и в „Селест и Джеси завинаги“, пародирайки поп звезди като Кеша с ролята си на Райли Банкс, нахална руса певица.

### Роли след 2013 г.
На 7 февруари 2013 г. американско списание потвърждава, че Робъртс е избрана да участва в „Делириум“, сериал на Fox, който по-късно е отменен. След това, получава роля във филма „Семейство Милър“, в който участва, заедно с Дженифър Анистън. Филмът получава смесени отзиви, но приходите му, които надвишават $269 милиона, са изключителен успех. По-късно, Робъртс се появява в третия сезон на „Зловеща семейна история“ в ролята на тийн актриса, която е и вещица. След успешното ѝ представяне, продуцентите я канят и в следващия сезон като Маги Есмералда, измамничка, която се представя за врачка. Очаква се, да се завърне и за шестия сезон на „Зловеща семейна история“
След окончателното слизане от екран на „Кралици на ужаса“, Робъртс е поканена да участва в седми сезон на сериала ''Зловеща семейна история“, стартирал през септември 2017, където поема епизодичната роля на Серина Белинда.
Като нейни предстоящи филмови продукции са упоменати 'Little Italy' (Малката Италия), който предстои да се появи тази година и все още мистериозно загатнатия 'Billionaire Boys Club' (Клубът на момчетата милиардери), където се очаква да си партнира с Ансел Елгорт.

## Музикална кариера
През 2005 г. Робъртс издава дебютния си албум със саундтрак песни на сериала „Неизвестни“ – „Неизвестни и още“. Албумът достига 46-а позиция в класация на Билборд.
През същата година Ема записва саундтрака на филма на Дисни, „Ледена принцеса“. Тя е изпълнителка и на саундтрака на „Аквамарин“, филм, в който също участва.
През 2007 г. тя казва, че се е фокусирала върху филмите и това ѝ отнема доста време. „Музикалната ми кариера е в почивка. Не харесвам хора, които са „актьори и певци“ едновременно. Не мисля, че някой може да е еднакво добър и в двете“, споделя Робъртс.

## Филмография

### Филми
| Година | Заглавие                              | Роля                    | Бележки              |
| ------ | ------------------------------------- | ----------------------- | -------------------- |
| 2001   | Дрога                                 | Кристина Съншайн Юнг    |                      |
| 2001   | Голяма любов                          | Далила                  | Непълнометражен филм |
| 2001   | Любимците на Америка                  | Момиче с лилава тениска | Неспомената          |
| 2002   | Големият шампион                      | Сестра                  |                      |
| 2003   | Шпиони                                | Амелия Мъгинс           |                      |
| 2006   | Аквамарин                             | Клеър Браун             |                      |
| 2007   | Нанси Дрю                             | Нанси Дрю               |                      |
| 2008   | Полет преди Коледа                    | Уилма                   | Озвучаване           |
| 2008   | Калпазанка                            | Попи Мур                |                      |
| 2008   | Разкошен живот                        | Адриана Брег            |                      |
| 2009   | Хотел за кучета                       | Анди                    |                      |
| 2010   | Свети Валентин                        | Грейс Смарт             |                      |
| 2010   | Мемоарите на един тийнейджър-амнезиак | Алис Лийдс              |                      |
| 2010   | Дванадесет                            | Моли Нортън             |                      |
| 2010   | 4.3.2.1                               | Джоан                   |                      |
| 2010   | Всъщност е забавна история            | Ноел                    |                      |
| 2010   | Вирджиния                             | Джеси Типтън            |                      |
| 2011   | Писък 4                               | Джил Робъртс            |                      |
| 2011   | Изкуството да се скатаваш             | Сали Хоул               |                      |
| 2012   | Селест и Джеси завинаги               | Райли Банкс             |                      |
| 2013   | Емпайър Стейт                         | Нанси                   |                      |
| 2013   | Семейство Милър                       | Кейси Матис             |                      |
| 2014   | Свят за възрастни                     | Ейми                    |                      |
| 2014   | Пало Алто                             | Ейприл                  |                      |
| 2015   | Аз съм Майкъл                         | Ребека Фълър            |                      |
| 2015   | Ашби                                  | Елуис                   |                      |
| 2015   | Февруари                              | Джоан                   |                      |
| 2016   | Игра на нерви                         | Ви                      |                      |
| 2019   | Сладките грозничета                   | Уеджхед                 | Глас                 |

### Телевизия
| Година      | Заглавие                               | Роля                          | Бележки                                 |
| ----------- | -------------------------------------- | ----------------------------- | --------------------------------------- |
| 2004 – 2007 | Неизвестни                             | Ади Сингър                    | Главна роля, 41 епизода                 |
| 2004        | Дрейк и Джош                           | Ади Сингър                    | Епизод: „Съвет на честта“               |
| 2007        | Хълмовете                              | Себе си                       | Епизод: „Млад Холивуд“                  |
| 2010        | Jonas L.A.                             | Себе си                       | Епизод: „Домашно парти“                 |
| 2010        | Шоуто на Финиъс и Фърб                 | Себе си                       | Епизод: „Ема Робъртс“                   |
| 2011        | Екстремно преобразяване у дома         | Себе си                       | Епизод: „Семейство Браун“               |
| 2013        | Семейният тип                          | Аманда Барингтън (озвучаване) | Епизод: „Без стари хора в кънтри клуба“ |
| 2013 – 2019 | Зловеща семейна история                | Мадисън Монгомъри             | 13 епизода, „Свърталище на вещици“      |
| 2013 – 2019 | Зловеща семейна история                | Маги Есмералда                | 10 епизода, „Фрийк шоу“                 |
| 2013 – 2019 | Зловеща семейна история                | Мадисън Монтгомъри            | „Апокалипсис“                           |
| 2015        | Кралици на ужаса                       | Шанел Оберлин                 | Главна роля                             |
| 2021        | Драг надпреварата на Рупол: Ол Старс 6 | Себе си                       | Гост съдия, Епизод 6                    |